# Arco romano de Beja

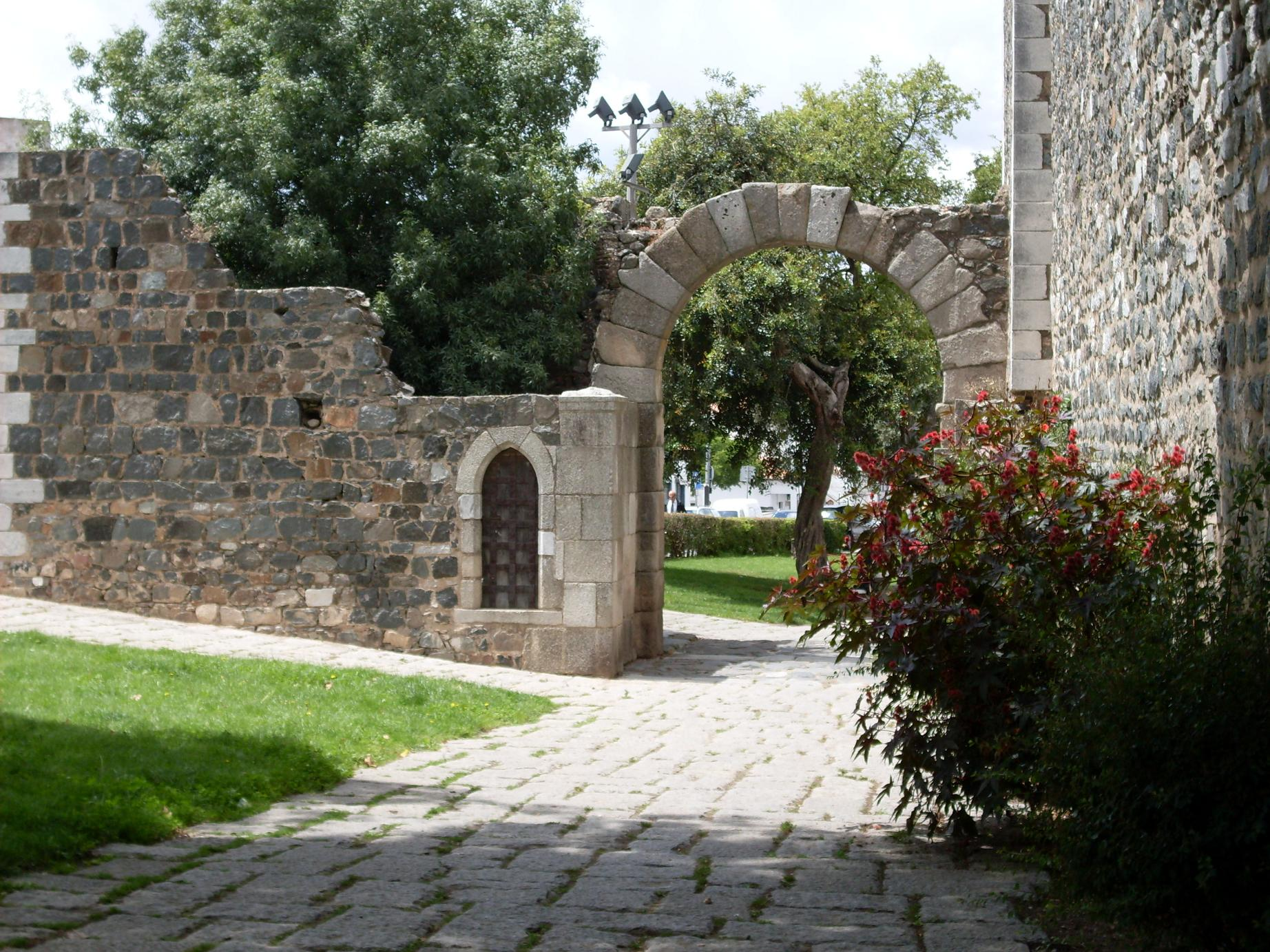
Arco romano, Beja

O Arco romano de Beja também referido como Porta de Évora, no Alentejo, localiza-se junto à muralha do Castelo de Beja, na freguesia de Beja (Salvador e Santa Maria da Feira), na cidade e no Município de Beja, Distrito de Beja, em Portugal.
Encontra-se classificado como Monumento Nacional desde 1910.

## História
Acredita-se que este arco romano em Beja tenha sido erguido entre os séculos III e IV, juntamente com as restantes muralhas da então "Pax Julia".
O arco encontra-se entre um dos troços da cerca que envolvia a povoação e uma das torres que ladeiam a muralha do castelo medieval, tendo como principal funcionalidade dar acesso à barbacã que rodeia a torre de menagem, a oeste desse local.